# 123.ª Divisão de Infantaria (Alemanha)
A 123ª Divisão de Infantaria (em alemão:123. Infanterie-Division) foi uma unidade militar que serviu no Exército alemão durante a Segunda Guerra Mundial.

## Comandantes
| Comandante                           | Data                                          |
| ------------------------------------ | --------------------------------------------- |
| General der Infanterie Walter Lichel | 5 de outubro de 1940 - 5 de agosto de 1941    |
| Generalleutnant Erwin Rauch          | 6 de agosto de 1941 - 17 de outubro de 1943   |
| Generalleutnant Erwin Menny          | 17 de outubro de 1943 - 1 de novembro de 1943 |
| Generalleutnant Erwin Rauch          | 1 de novembro de 1943 - 15 de janeiro de 1944 |
| Generalmajor Louis Tronnier          | 15 de janeiro de 1944 - 10 de março de 1944   |

## Oficiais de operações
| Major Ernst Klasing          | 10 de outubro de 1940-30 de novembro de 1942 |
| Oberstleutnant Hans Linemann | 30 de novembro de 1942-25 de janeiro de 1944 |

## Área de operações
| Alemanha                      | outubro de 1940 - junho de 1941  |
| Frente Ocidental, setor norte | junho de 1941 - setembro de 1943 |
| Frente Oriental, setor sul    | setembro de 1943 - março de 1944 |